# چارلز ادوارد موریس لوید
چارلز ادوارد موریس لوید (انگلیسی: Charles Lloyd؛ ۲ فوریه ۱۸۹۹ – ۳۱ مهٔ ۱۹۵۶) فرد نظامی اهل استرالیا بود. وی همچنین برندهٔ جوایزی همچون نشان امپراتوری بریتانیا شده‌است.